# Maison des Templiers (Limoges)
Pour les articles homonymes, voir Maison des Templiers.
La Maison des Templiers est une maison située dans la ville de Limoges.

## Histoire
Les arcades au rez-de-chaussée des côtés Nord et Ouest de la cour intérieure sont inscrites au titre des monuments historiques par arrêté du 9 septembre 1975.